# Margaret O'Neill Eaton
Pour les articles homonymes, voir O'Neill.

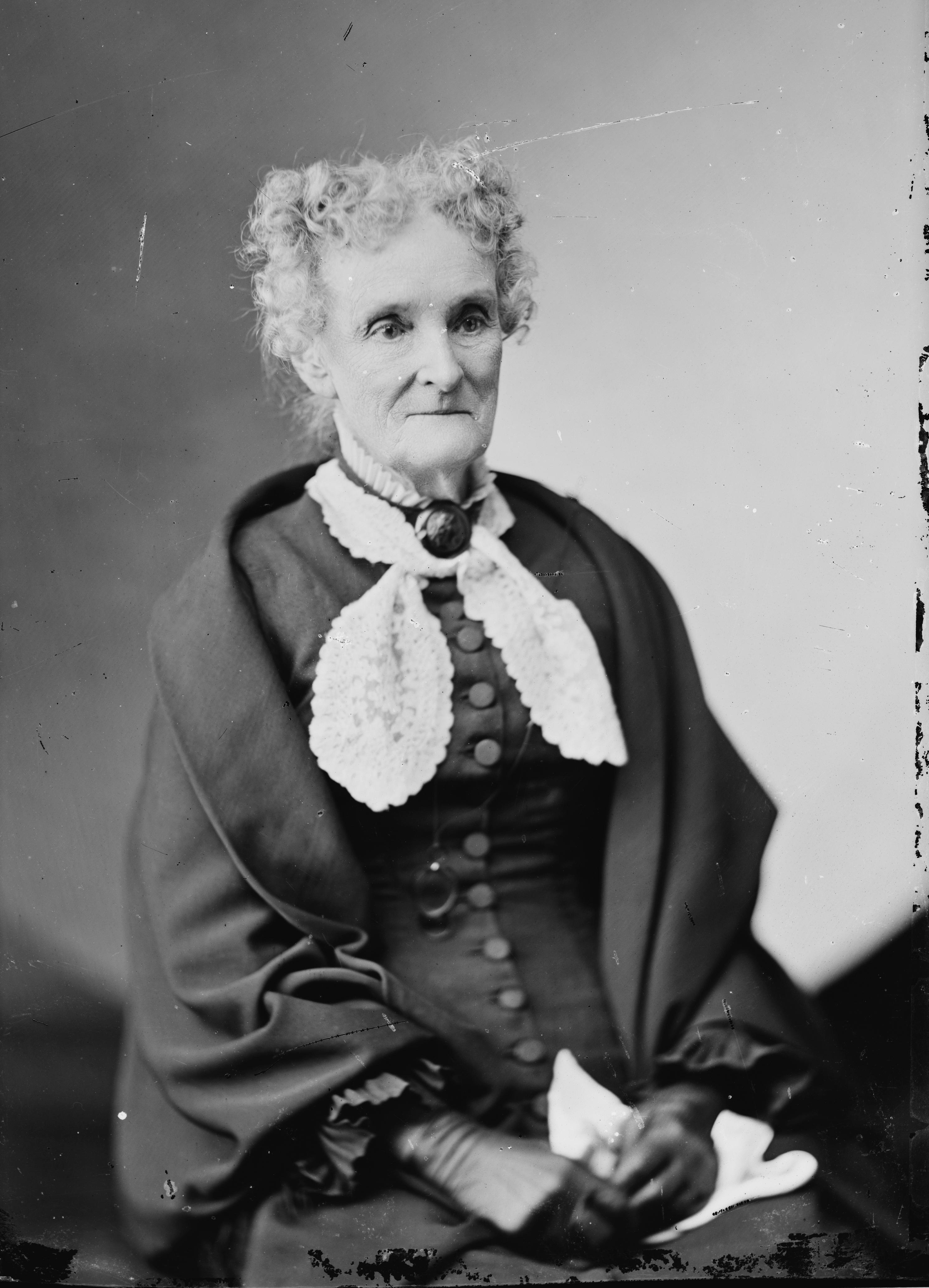
Margaret O'Neill Eaton dans ses vieux jours

Margaret O'Neill (ou O'Neale) Eaton (3 décembre 1799 – 8 novembre 1879),  également connue sous le nom de Peggy Eaton, a joué un rôle central dans l'Affaire Petticoat à travers son mariage avec le sénateur John Henry Eaton, qui provoqua la dissolution du cabinet d'Andrew Jackson.

## Biographie
Margaret O'Neill est la fille de Rhoda Howell et de William O'Neale, le propriétaire d'un hôtel populaire de Washington, D.C., le Franklin House.
Peggy était renommée pour sa beauté et sa vivacité d'esprit.

### Premier mariage et descendance
Vers 1816, alors âgée de 17 ans, Margaret O'Neill épousa John B. Timberlake, âgé pour sa part de 39 ans et commissaire de bord dans l'United States Navy. Ses parents leur offrent une maison en face de leur hôtel, et le couple rencontre de nombreux hommes politiques qui viennent y séjourner. En 1818, ils rencontrent John Henry Eaton, un sénateur du Tennessee nouvellement élu, alors âgé de 28 ans et veuf, et se lient d'amitié avec lui. 
Margaret et John Timberlake ont trois enfants ensemble, dont l'un meurt en bas âge
John Timberlake meurt en 1828 d'une pneumonie lors d'un déplacement de 4 ans à bord de l'USS Constitution dans le bassin méditerranéen.
Cependant des rumeurs insinuent que John Timberlake aurait pu se suicider, à cause d'une liaison entre sa femme et John Henry Eaton.

### Deuxième mariage et scandale
Peu de temps après le décès de John Timberlake, Margaret O'Neill épouse le sénateur John Henry Eaton en secondes noces. Eaton était un ami proche du président Andrew Jackson, qui le nomma Secrétaire à la Guerre des États-Unis en 1829. Cette nomination eut pour conséquence de faire entrer Margaret O'Neill dans le cercle social du Cabinet, au grand mécontentement de nombreuses épouses des membres du Cabinet. 
Elles soupçonnent en effet Margaret O'Neill d'avoir eu une liaison extra-conjugale avec Eaton avant même leur mariage.
Les femmes du Cabinet ignorent Mrs. Eaton, provoquant la colère du président Jackson. Il tente de les forcer à l'admettre dans leur société, en vain. C'est en grande partie à cause de cette affaire, connue sous le nom d'Affaire Petticoat, qu'il décide en 1831 de réorganiser son Cabinet.
Les conséquences les plus impressionnantes de cette affaire touchèrent John C. Calhoun et sa femme Floride Calhoun, qui avait été l'une des plus virulentes envers Mrs. Eaton. Jackson remplaça en effet Calhoun au poste de vice-président par Martin Van Buren, qui avait supporté les Eaton durant le scandale.

### Troisième mariage et fin de vie
Trois ans après la mort de son second mari, en 1856, Margaret Eaton épouse le 7 juin 1859 un professeur de musique et maître de danse italien, Antonio Gabriele Buchignani.
Elle a alors 59 ans, tandis qu'Antonio Buchignani n'en a que 19. Ce mariage relance le débat autour des préjugés sociaux dont Margaret avait souffert plus tôt dans sa vie. En 1866, après sept ans de mariage, Buchignani s'enfuit en Europe avec la majeure partie de la fortune de son épouse, accompagné d'Emily E. Randolph, la petite-fille de Margaret, âgée de 17 ans, qu'il épouse après avoir divorcé de Margaret en 1869.
Margaret Eaton obtint le divorce de Buchignani, mais fut dans l'impossibilité de remettre la main sur sa fortune. Elle meurt dans la pauvreté à Washington D.C., le 8 novembre 1879.